# لاتین ریتم ایرپلی
لاتین ریتم ایرپلی (انگلیسی: Latin Rhythm Airplay) یک جدول موسیقی اختصاص‌یافته به پخش زنده است که به‌صورت هفتگی توسط مجلهٔ بیلبورد منتشر می‌شود و محبوب‌ترین ترانه‌های پخش‌شده در ایستگاه‌های رادیویی ریتمیک اسپانیایی/هوربان در ایالات متحده را رتبه‌بندی می‌کند. آثار موسیقایی که معمولاً در این ایستگاه‌های رادیویی پخش می‌شوند شامل رگاتون، آراندبی و هیپ هاپ اسپانیایی، پاپ/رقص ریتمیک، و گاهی اجراهایی به زبان انگلیسی و/یا دوزبانه می‌شوند. این جدول در هفته آغازشده در ۱۳ اوت ۲۰۰۵ و در نتیجهٔ نفوذ ایستگاه‌های رادیویی در میان مخاطبان اسپانیایی‌زبان رو به رشد نسل دوم و سومی ایجاد شد که خواهان قالب‌های اسپانیایی‌زبان یا جایگزین‌هایی دوزبانه (جریان اصلی انگلیسی‌زبان، ریتمیک، و قالب‌هاهای آراندبی/هیپ هاپ) و مشابه این قالب‌ها بودند. در این جدول، به‌جای رتبه‌بندی ترانه‌هایی که در ایستگاه‌های لاتین-ریتم پخش می‌شوند، رتبه‌بندی‌ها بر اساس میزان پخش آهنگ‌های لاتین-ریتم در ایستگاه‌هایی تعیین می‌شود که موسیقی لاتین را بدون توجه به سبک آن پخش می‌کنند.

## سوابق

### هنرمندان با بیشترین تعداد ترانه‌های شماره‌یک
| تعداد تک‌آهنگ‌ها | هنرمند        | بازهٔ زمانی | منبع   |
| -------------- | ------------- | ---------- | ------ |
| ۳۴             | جی بالوین     | ۲۰۱۴–۲۰۲۲  | [ ۳ ]  |
| ۳۲             | ددی یانکی     | ۲۰۰۵–۲۰۲۱  | [ ۴ ]  |
| ۱۹             | اوسونا        | ۲۰۱۷–۲۰۲۰  | [ ۵ ]  |
| ۱۸             | ویسین و یاندل | ۲۰۰۵–۲۰۱۹  | [ ۶ ]  |
| ۱۵             | مالوما        | ۲۰۱۵–۲۰۲۰  | [ ۷ ]  |
| ۱۳             | ویسین         | ۲۰۱۳–۲۰۱۹  | [ ۸ ]  |
| ۱۳             | دون عمر       | ۲۰۰۵–۲۰۱۷  | [ ۹ ]  |
| ۱۲             | یاندل         | ۲۰۱۲–۲۰۱۸  | [ ۱۰ ] |
| ۱۲             | نیکی جم       | ۲۰۱۵–۲۰۲۰  | [ ۱۱ ] |
| ۱۰             | بد بانی       | ۲۰۱۸–۲۰۲۰  | [ ۱۲ ] |
| ۱۰             | پیت‌بول        | ۲۰۱۲–۲۰۱۹  | [ ۱۳ ] |

### هنرمندان با بیشترین ورودی‌ها
- (۷۹) - ددی یانکی
- (۵۱) - ویسین و یاندل
- (۴۵) - دون عمر
- (۳۷) - پیت‌بول
- (۳۲) - آرکی‌ام و کن-وای